# St. Jakob (Berlin-Tiergarten)

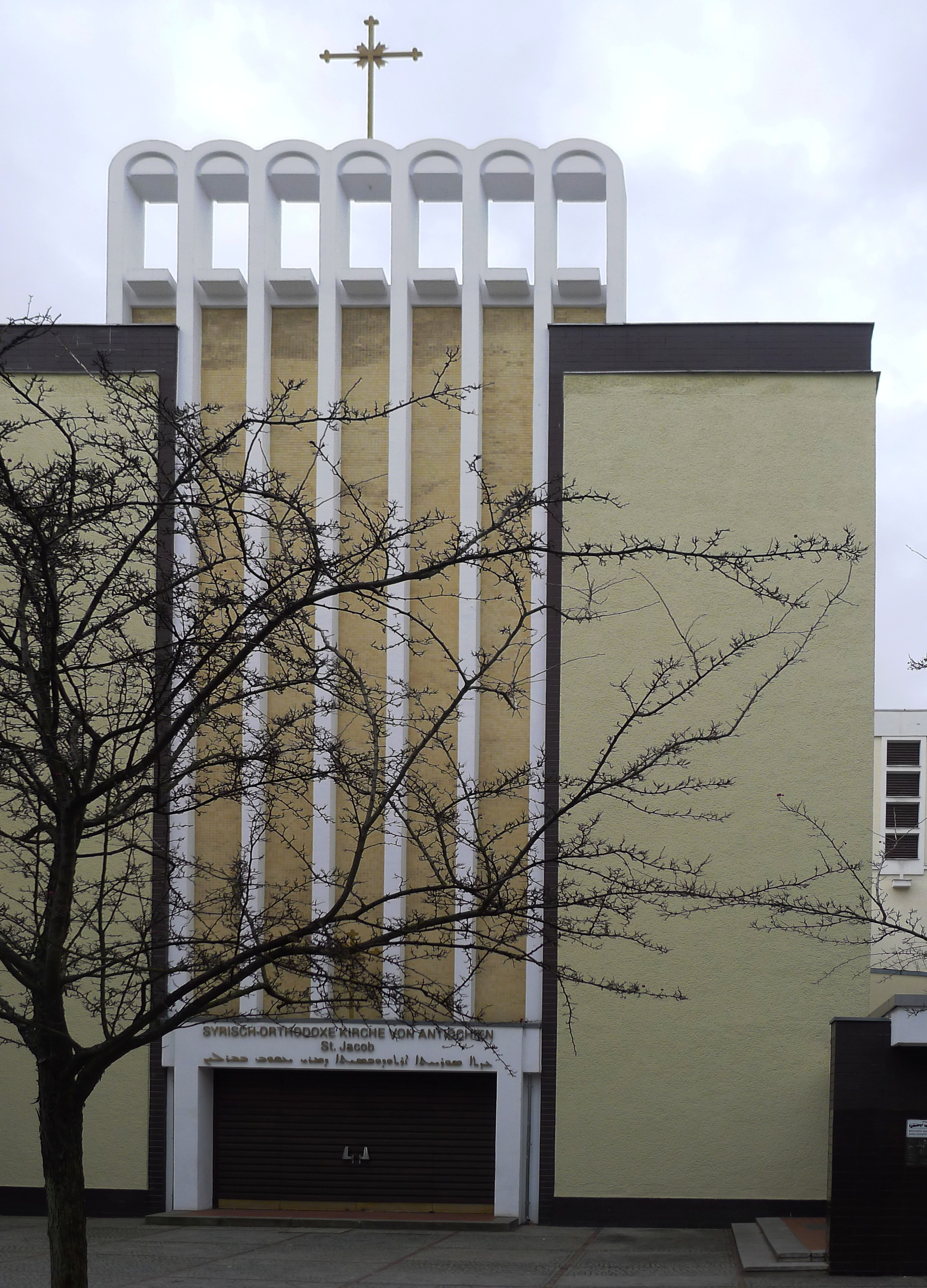
Portal der Kirche St. Jacob

Die Kirche St. Jacob der Syrisch-Orthodoxen Kirche von Antiochien, ehemalige römisch-katholische Kirche St. Ludgerus, steht in der Potsdamer Straße 94 im Berliner Ortsteil Tiergarten des Bezirks Mitte.

## Geschichte
Die Potsdamer Straße war seinerzeit südlich der Potsdamer Brücke, d. h. vor dem Potsdamer Tor, bereits teilweise von Häusern gesäumt, als der Hedwigskirche 20.000 Taler von Matthias Aulike für einen katholischen Seelsorger vermacht wurden. Hinter einem einstöckigen Wohngebäude wurde eine Saalkirche von Carl Niermann gebaut, die am 4. Juni 1868 benediziert und aus St. Hedwig ausgegründet wurde. Zu Ehren des Erblassers wurde sie Matthiaskirche benannt, nach dem Bau der neuen Kirche St. Matthias auf dem Winterfeldtplatz hieß sie Matthiaskapelle. Die Gemeinde wurde am 1. Juli 1921 Kuratie, gehörte aber vermögensrechtlich weiterhin zu St. Matthias. 1928 erfolgte die Konsekration der Kirche, sie hieß nun nach Liudger St. Ludgerus. Erst 1964 wurde die Gemeinde vermögensrechtlich selbständig. Nach Schäden durch den Zweiten Weltkrieg wurden die Trümmer des Vorderhauses 1947 abgeräumt. 1959 wurde die Kirche unter Leitung von Felix Hinssen wiederhergestellt, allerdings modern verändert. Die selbständige Kuratie bestand bis Ende 1983 und wurde am 1. Januar 1984 mit St. Matthias wiedervereinigt.
Die Kirche wurde 1984 von der St. Matthias-Pfarrei der syrisch-orthodoxen Gemeinde zur Verfügung gestellt, zunächst für zehn Jahre, dann um weitere zehn Jahre verlängert und 2005 schließlich erbbaurechtlich bis 2065 überlassen. Nach wie vor hält die katholische Schönstatt-Gemeinde zwei Mal monatlich die Messe in der Schönstatt-Kapelle ab.

## Baubeschreibung

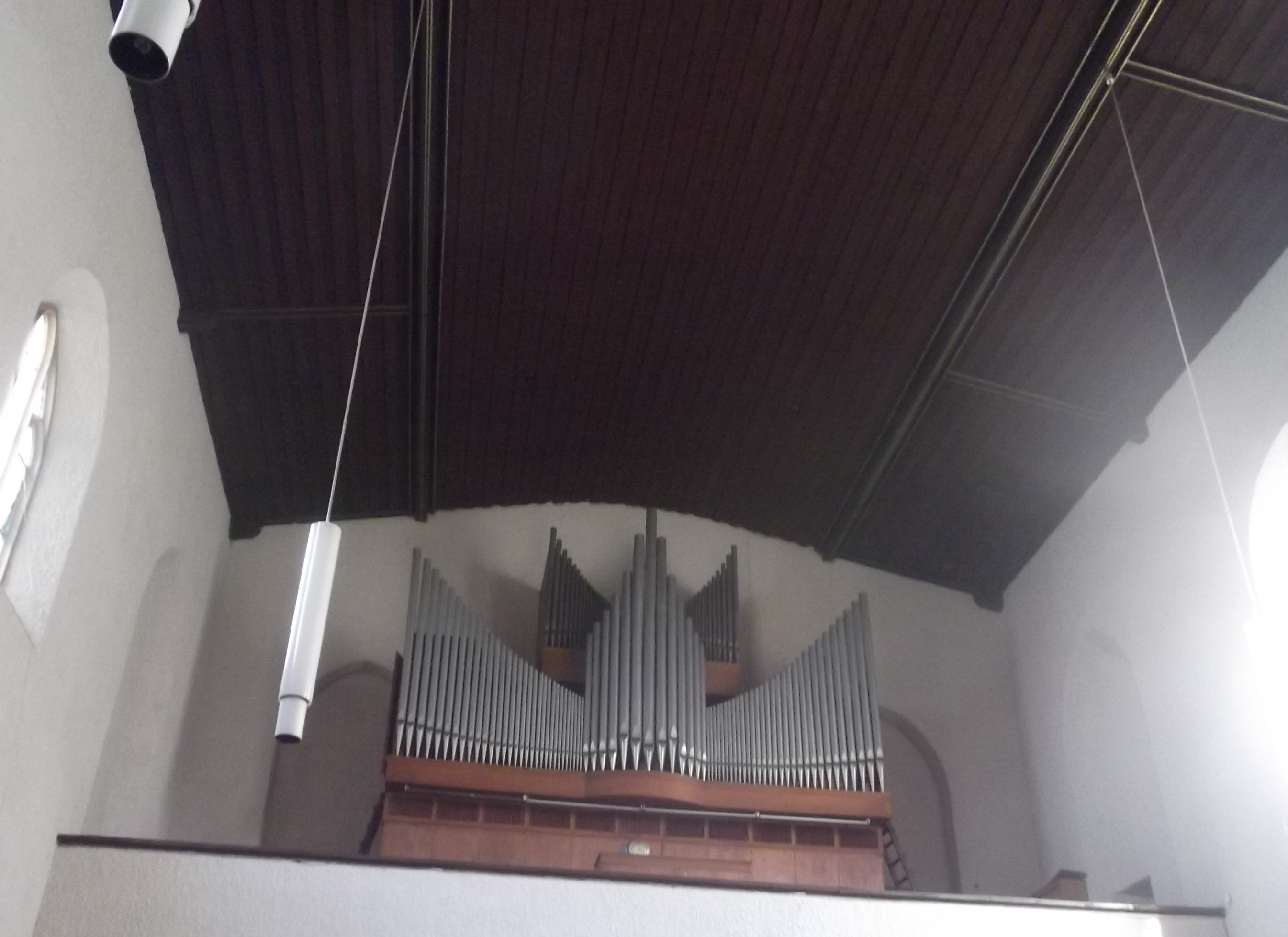
Blick auf die Orgel

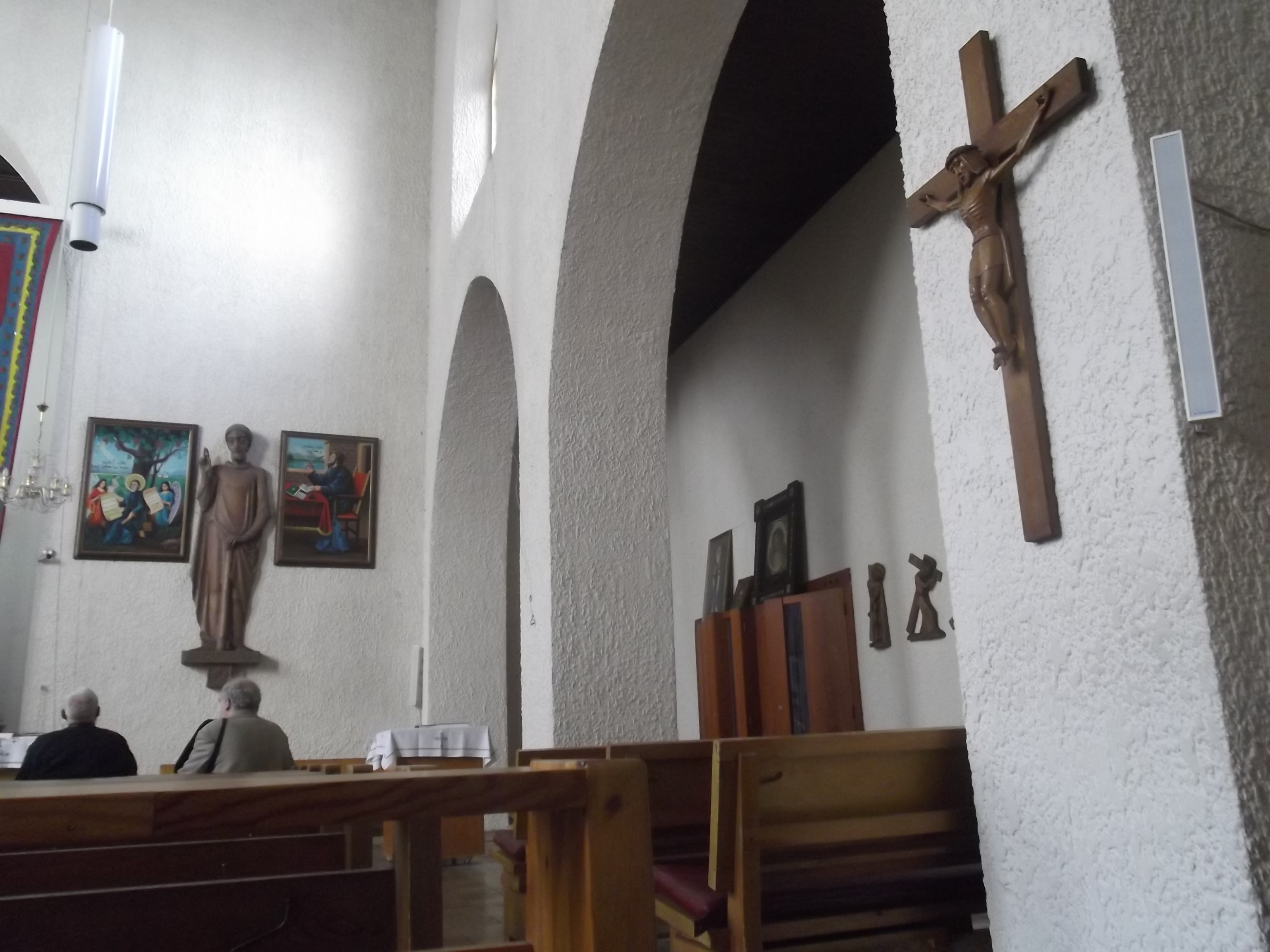
Blick auf das Seitenschiff

Von dem 1868 errichteten Baukörper der Kapelle sind noch der spitzbogige Fries und der Anbau des Chores zu sehen. 1881 wurde das Kirchenschiff verlängert und ein Seitenschiff angefügt. Den heutigen Innenraum samt vorgeblendeter Fassade entwarf 1959 Felix Hinssen. Der Raum wird von einem flachen, hölzernen Tonnengewölbe überspannt. Die Flachdecke des viereckigen Chors hat Oberlichte. Der Vorraum und das Seitenschiff sind vom Mittelschiff durch spitzbogige Arkaden abgeteilt. Am Vorplatz zur Straße befindet sich jetzt eine vorgeblendete fensterlose Fassade. Über dem breiten Portal im Mittelteil erhebt sich eine Blendarkade, die in offenen Rundbögen eines Glockengiebels endet. Die seitlichen Wandflächen sind sandfarben verputzt und mit braunen Keramikfliesen gerahmt.

## Glocken
Das Geläut aus vier Bronzeglocken, das 1959 von Rudolf Perner gegossen wurde, hing ursprünglich im Glockengiebel. Nachdem 1964 ein Glockenturm errichtet wurde, hängt es in der  Glockenstube.
| Schlagton | Gewicht (kg) | Durchmesser (cm) | Höhe (cm) | Krone (cm) |
| --------- | ------------ | ---------------- | --------- | ---------- |
| b′        | 456          | 92               | 68        | 16         |
| des″      | 231          | 76               | 57        | 15         |
| es″       | 189          | 68               | 50        | 12         |
| f″        | 111          | 60               | 47        | 09         |